# Derrick: Nur Aufregungen für Rohn
Nur Aufregungen für Rohn ist der Titel der sechsten Episode der Krimiserie Derrick mit Horst Tappert in der Titelrolle und Fritz Wepper als Inspektor Harry Klein.

## Handlung
Der Student Harald Rohn beobachtet aus dem Fenster des Wartezimmers einer Arztpraxis, wie sein Nachbar Paul Seibach als Geldbote routinemäßig die Bareinnahmen am Hintereingang eines Supermarktes abholt. Er plant, ihn bei einer dieser Gelegenheiten zu überfallen und besorgt sich eine Aktentasche, die der von Seibach verwendeten ähnelt. Am Abend wird er zum gemeinsamen Kartenspiel mit Familie Seibach eingeladen. Dabei stellt er Paul Seibach kurzzeitig einen mit grüner Tinte befüllten Kugelschreiber zur Verfügung.
Der Überfall scheint zunächst wie geplant zu funktionieren. Allerdings verliert der maskierte Rohn dabei den Kugelschreiber, der von Seibach gefunden wird. Daraufhin sucht dieser ihn am Abend in seiner Wohnung auf, um ihn zur Rede zu stellen. Aufgrund der Hartnäckigkeit Seibachs sieht Rohn keine andere Möglichkeit, als ihn zu töten. Er deponiert die Leiche im Eingangsbereich des Hauses.
Derrick und Klein bezweifeln, dass Seibach am Ort des Auffindens getötet wurde und halten es für wahrscheinlich, dass er seinen Mörder gekannt hat. Harald Rohn verhält sich auffällig, als er von den Kommissaren befragt wird. Er hat Glück, dass diese das nach wie vor in einer seiner Schubladen befindliche geraubte Geld nicht auffinden, als sie sich umsehen. Daraufhin deponiert er die Beute in einem Schließfach.
Eine Verkäuferin gibt auf Nachfrage der Kommissare an, den Käufer der in der Nähe des Überfallortes gefundenen Aktentasche im Rahmen einer Gegenüberstellung wiedererkennen zu können. Daraufhin wird Rohn unter einem Vorwand von Derrick und Klein abgeholt. Sein nur widerwilliges Einverständnis macht ihn immer verdächtiger. Die Gegenüberstellung führt jedoch nicht zum erwarteten Erfolg.
Im Rahmen einer ausführlichen Durchsuchung von Rohns Wohnung finden die Kommissare Stoffschnipsel, bei denen es sich um die herausgeschnittenen Augenlöcher einer Sturmhaube handeln könnte. Dies ist zwar als Beweis nicht ausreichend, dient aber dem Zweck, Rohn verstärkt unter Druck zu setzen. Sie besichtigen mit ihm gemeinsam den Tatort des Raubüberfalls und befragen den Arzt in der benachbarten Praxis, der Rohn ein Alibi für die Tatzeit gibt. Nichtsdestotrotz ist der Ablauf der Tat den Kommissaren inzwischen vollumfänglich klar. Der endgültige Beweis fehlt allerdings weiterhin. Sie bleiben an Rohn dran, um ihn in einen Fehler zu treiben. Ein solcher ereignet sich, indem er vor den Augen der Kommissare den Schlüssel für das Schließfach verliert, in dem sie letztlich das Geld finden.

## Hintergrund
Der Täter ist dem Zuschauer von Anfang an bekannt. Dieses Prinzip der invertierten Detektivgeschichte war während der ersten Staffel der Serie üblich. In dieser Episode treten Derrick und Klein nach rund 25 Minuten erstmals auf.